# Тонка червона лінія (фільм)
«Тонка червона лінія» — фільм 1998 року режисера Терренса Маліка за однойменним романом Джеймса Джонса, який розповідає вигадану історію про війська Сполучених Штатів під час Битви за Гуадалканал у Другій світовій війні.

## Сюжет
Військова драма про Другу світову війну на Тихому океані. Історія про битву за острів Гуадалканал перетворюється в метафоричне полотно. Для головних героїв — купки солдат, що кинуті в котел військових дій, — вже не важливе питання, хто і за що воює. Вони борються за своє власне виживання, точно так само, як в одній зі сцен фільму пробує врятуватись птах із підбитим крилом.

## В ролях
- Шон Пенн — старший сержант Едвард Велш
- Едрієн Броді — капрал Файф
- Джеймс Кевізел — рядовий Вітт
- Бен Чаплін — рядовий Белл
- Джордж Клуні — капітан Чарльз Бош
- Джон К'юсак — капітан Джон Гафф
- Вуді Гаррельсон — сержант Кек
- Еліас Котеас[en] — капітан Джеймс Старос
- Джаред Лето — другий лейтенант Вайт
- Джон Рейлі — сержант Сторм
- Нік Нолті — лейтенант-полковник Гордон Талл
- Деш Міхок[en] — рядовий Донн Доул
- Ларрі Романо[en] — рядовий Маззі
- Тім Блейк Нельсон — рядовий Тіллс
- Джон Севедж — сержант МакКрон
- Джон Траволта — бригадний генерал Квінтар
- Томас Джейн — рядовий Еш
- Кірк Асеведо — рядовий Телла
- Нік Стал[en] — рядовий Едвард Бід
- Марк Бун молодший — рядовий Піл
- Донал Лоуг — рядовий Марл
- Міранда Отто — Марті Белл

## Цікаві факти
- Досить тривала за часом роль Мікі Рурка була повністю вирізана з фінальної версії картини. Актор є єдиним володарем повної копії фільму.
- Повний хронометраж фільму 6 годин.
- Вираз «тонка червона лінія» виник під час Кримської війни і означає оборону з останніх сил.

## Нагороди та премії
1999 — Оскар
Номінований в категоріях:
- Найкращий фільм року
- Премія «Оскар» за найкращу режисерську роботу
- Премія «Оскар» за найкращий адаптований сценарій
- Премія «Оскар» за найкращу операторську роботу
- Премія «Оскар» за найкращий звук
- Премія «Оскар» за найкращий монтаж
- Премія «Оскар» за найкращу музику до фільму

1999 — Берлінський кінофестиваль
Переможець:
- Золотий ведмідь